# Referateorgan
Ein Referateorgan (auch Referatezeitschrift)  referiert Arbeiten aus einem bestimmten Fachgebiet. Meist werden Abstracts auch von unselbständiger Literatur (Aufsätzen) veröffentlicht, die redaktionell oder durch freie Mitarbeiter verfasst werden. Einige Referateorgane veröffentlichen Rezensionen und allgemeine Bibliografien.
Als das weltweit älteste Referateorgan gilt das Chemische Zentralblatt, das 1830 in Leipzig als Pharmaceutisches Zentralblatt gegründet und 1969 eingestellt wurde. Das Fachinformationszentrum Chemie arbeitete seit 2006 an einer Digitalisierung der 140 Jahresbände. Ein weiteres bereits im 19. Jahrhundert (1868) gegründetes Referateorgan war das 1942 eingestellte Jahrbuch über die Fortschritte der Mathematik. 1931 wurde von Otto Neugebauer das Zentralblatt für Mathematik und ihre Grenzgebiete gegründet, das seit 2021 unter dem Namen zbMath Open in eine Open-Access-Plattform umgewandelt wurde.
Die Aufgaben von Referateorganen wurden später auch durch Referatedienste übernommen, die die entsprechenden Informationen auf Anforderung kundenspezifisch erstellen. Eine bekannte Form sind die Alert-Dienste.

## Bekannte Referateorgane
- Chemisches Zentralblatt (1830–1969)
- Jahrbuch über die Fortschritte der Mathematik (JFM) (1868–1942)
- Astronomischer Jahresbericht (1900–1969)
- Chemical Abstracts (CA) (seit 1907)
- zbMATH (früher Zentralblatt für Mathematik und ihre Grenzgebiete) (seit 1931)
- Mathematical Reviews (seit 1940)
- Referatiwnij Schurnal Matematika (seit 1945), russisch
- Philosophischer Literaturanzeiger (seit 1948)
- Germanistik (seit 1960)
- Astronomy and Astrophysics Abstracts (1969–2000), Nachfolger von Astronomischer Jahresbericht
- Internationales Referateorgan zur Skandinavistik (IROS) (seit 1995)